# 887 Alinda

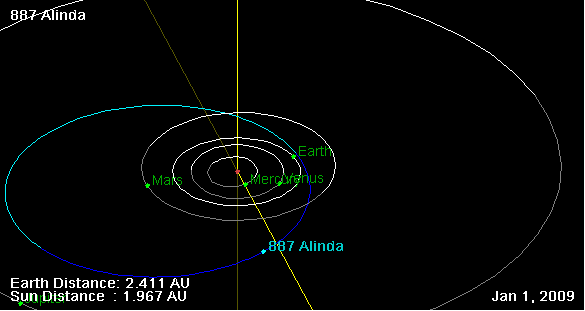
Órbita de 887 Alinda em janeiro de 2009.

887 Alinda é um asteróide a orbitar o Sol. Foi descoberto pelo astrónomo alemão Max Wolf em 3 de janeiro de 1918.